# Нико Пиросмани
Нико Пиросмани или Нико Пиросманашвили (груз. ნიკო ფიროსმანაშვილი, 5. мај 1862 — 1918) је био грузијски наивни сликар. 
Био је самоук сликар. Целог живота се мучио да заради за опстанак, док је му је сликарство било споредно занимање од кога није имао користи. У пероду 1910 – 1913. руски критичари су се заинтересовали за његово дело. Тек после несрећне смрти у сиромаштву његови радови су добили на репутацији у свету.
Нико Пиросмани је приказан на новчаници од једног ларија, грузијске монете.

## Галерија
- Image:Niko PIROSMANI, (Nikolai Aslanovich Pirosmanashvili), Portrait of Alexander Garanov. 1906. Oil on oil-cloth, 109x90 cm. The State Museum of Fine Arts of Georgia, Tbilisi.jpg